# Ostsibirisches Tiefland

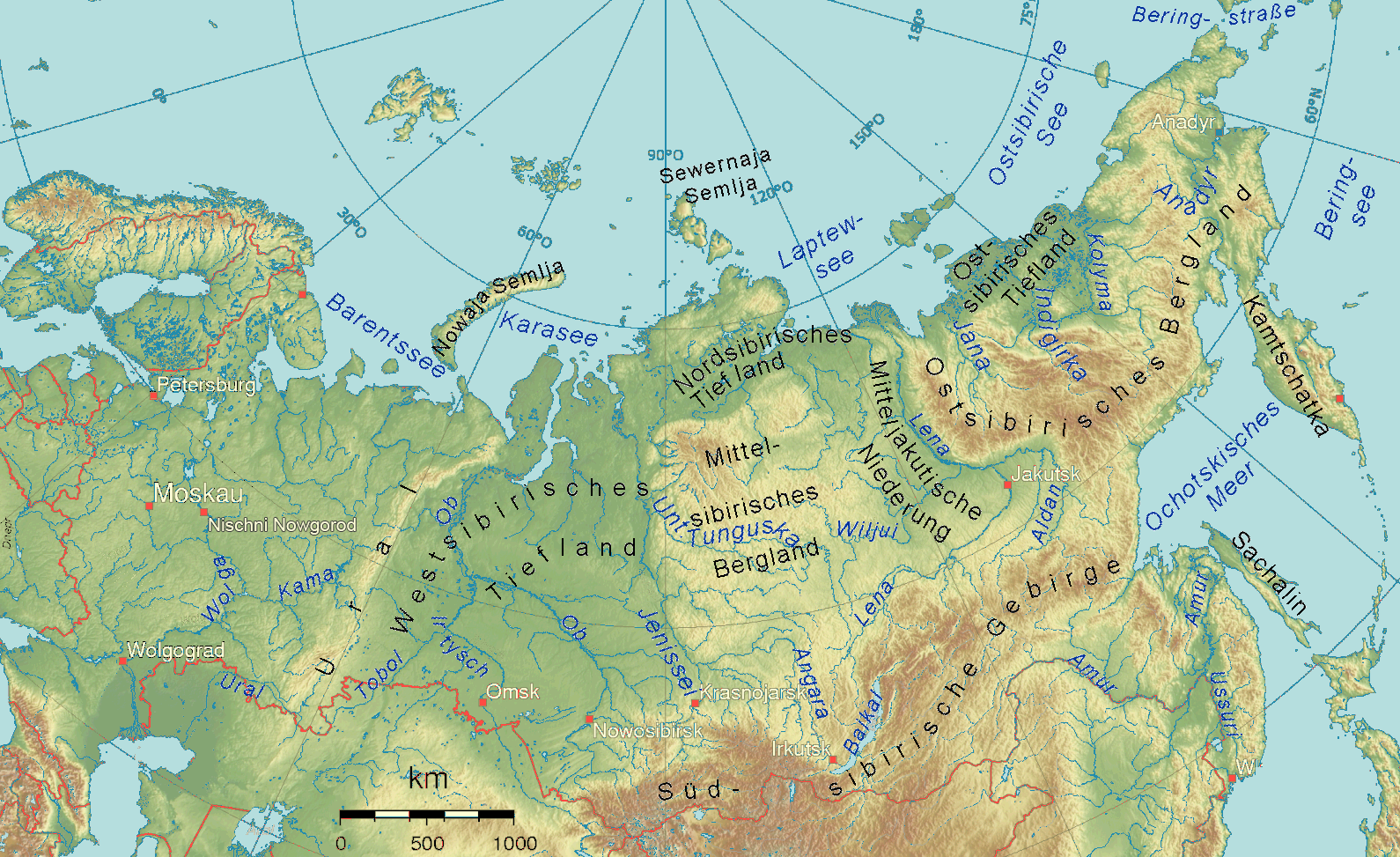
Großlandschaften und wichtigste Flüsse Sibiriens

Das Ostsibirische Tiefland ist eine der sieben Russischen Großlandschaften von Sibirien. Es ist Teil der Großregion Russisch-Fernost im Nordosten Asiens.

## Geographische Lage
Das weitläufige Tiefland, das sich ausschließlich nördlich des Polarkreises befindet und von oben betrachtet eine u- bzw. v-förmige Gestalt aufweist, umfasst die Landschaft um die Unterläufe der Flüsse bzw. Ströme Jana, Indigirka und Kolyma. Der westliche Teil ist das Jana-Indigirka-Tiefland, der östliche das Kolyma-Tiefland. Gemeinsam bilden sie das große Ostsibirische Tiefland, das sich südlich der Küste der Ostsibirischen See befindet und im Westen, Süden und Osten an das Ostsibirische Bergland (u. a. Werchojansker Gebirge, Tscherskigebirge, Momagebirge und Jukagirenplateau, Anjuigebirge) stößt.

## Landschaftsbild
Das große und sumpfige Ostsibirische Tiefland wurde von eiszeitlichen Gletschern abgehobelt und plattgewalzt. Die Flüsse sorgen nach wie vor dafür, dass sie mit Hilfe ihrer Sedimente und winterlichen Eismassen die von der Tundra beherrschte Landschaft weiter formen.

## Flüsse
Die größten Flüsse des Ostsibirischen Tieflands sind:
- Alaseja
- Jana
- Indigirka
- Kolyma